# Liste der venezolanischen Botschafter beim Heiligen Stuhl
Die Botschaft befindet sich in Rom.

## Geschichte
1826 zu Zeiten von Großkolumbien und des Kirchenstaates wurde Ignacio Sánchez de Tejada (1764–1837) von Leo XII. empfangen.
Am 6. März 1964 wurde ein Konkordat vereinbart.
| Ernennung/ Akkreditierung | Botschafter                          | Bemerkungen | ernannt von Staatspräsidenten von Venezuela | Papst             | Posten verlassen |
| ------------------------- | ------------------------------------ | --- | ------------------------------------------- | ----------------- | ---------------- |
| 1919                      | Eduardo José Dagnino Penny           | | Juan Vicente Gómez                          | Benedikt XV.      | 1927             |
| 1927                      | Raffaele Villanueva Mata             | | Juan Vicente Gómez                          | Pius XI.          | 1928             |
| 1928                      | Emilio Ochoa                         | | Juan Vicente Gómez                          | Pius XI.          | 1930             |
| 1930                      | Carlos Francisco Grisanti Franceschi | | Juan Bautista Pérez                         | Pius XI.          | 1938             |
| 1938                      | Santos Aníbal Dominici               | (19. Juni 1869 Carúpano; † 1954) Kardiologe Sohn von Elina Otero und Aníbal Domínici, verheiratet mit María Machado. Kinder: Inés María und Elina. 1910–1913: Gesandter in Berlin. | Eleazar López Contreras                     | Pius XI.          | 1942             |
| 1942                      | José María Casas Briceño             | (* 2. September 1894 in La Plazuela, Trujillo) | Isaías Medina Angarita                      | Pius XII.         | 1945             |
| 1946                      | Joaquín Diaz González                | Gesandter ab 1947 Botschafter | Rómulo Betancourt                           | Pius XII.         | 1951             |
| 1951                      | Manuel Antonio Pulido Méndez         | | Germán Suárez Flamerich                     | Pius XII.         | 1952             |
| 1952                      | Juan Vicente Lecuna                  | Geschäftsträger | Marcos Pérez Jiménez                        | Pius XII.         | 1953             |
| 1954                      | Joaquín Diaz González                | | Marcos Pérez Jiménez                        | Pius XII.         | 1958             |
| 1958                      | Tomás Peréz Tenreiro                 | | Wolfgang Larrazábal                         | Johannes XXIII.   | 1959             |
| 1959                      | Edgard Sanabria                      | |                                             | Johannes XXIII.   | 1964             |
| 1964                      | Reinaldo Leandro Mora                | | Rómulo Betancourt                           | Paul VI.          | 1966             |
| 1967                      | Mariano Medina Fabres                | | Rómulo Betancourt                           | Paul VI.          | 1969             |
| 1969                      | Godofredo Gonzalez                   | | Rafael Caldera                              | Paul VI.          | 1971             |
| 1972                      | Francisco Romero Lobo                | | Rafael Caldera                              | Paul VI.          | 1974             |
| 1974                      | Eduardo Tamayo Gascue                | | Carlos Andrés Pérez                         | Paul VI.          | 1977             |
| 1977                      | Santiago Ochoa Briceño               | | Carlos Andrés Pérez                         | Paul VI.          | 1979             |
| 1979                      | Darío Hoffmann Iturriza              | Geschäftsträger | Luís Herrera Campíns                        | Johannes Paul II. | 1980             |
| 1980                      | Luciano Nogueira Mora                | | Luís Herrera Campíns                        | Johannes Paul II. | 1984             |
| 1984                      | Reinaldo Leandro Rodriguez           | | Jaime Lusinchi                              | Johannes Paul II. | 1990             |
| 1990                      | Edilberto Moreno Pena                | | Carlos Andrés Pérez                         | Johannes Paul II. | 1993             |
| 1993                      | Lucas Guillermo Castillo Lara        | | Ramón José Velásquez                        | Johannes Paul II. | 1994             |
| 4. Mai 1995               | Alberto José Vollmer Herrera         | | Rafael Caldera                              | Johannes Paul II. | 2000             |
| 2000                      | Ignacio Quintana                     | | Hugo Chávez                                 | Johannes Paul II. | 2002             |
| 2002                      | Pablo Herrera Maldonado              | Geschäftsträger | Hugo Chávez                                 | Johannes Paul II. | 2004             |
| 2004                      | Abraham Eduardo Quintero Prieto      | Geschäftsträger | Hugo Chávez                                 | Johannes Paul II. | 2005             |
| 2005                      | Iván Guillermo Rincón Urdaneta       | | Hugo Chávez                                 | Benedikt XVI.     | 2010             |
| 2010                      | Héctor José Pérez Romero             | Geschäftsträger | Hugo Chávez                                 | Benedikt XVI.     | 2013             |
| 5. Okt. 2013              | Germán José Mundaraín Hernández      | (* 1950 in Cariaco) | Nicolás Maduro                              | Franziskus        |                  |